# STARSHINE

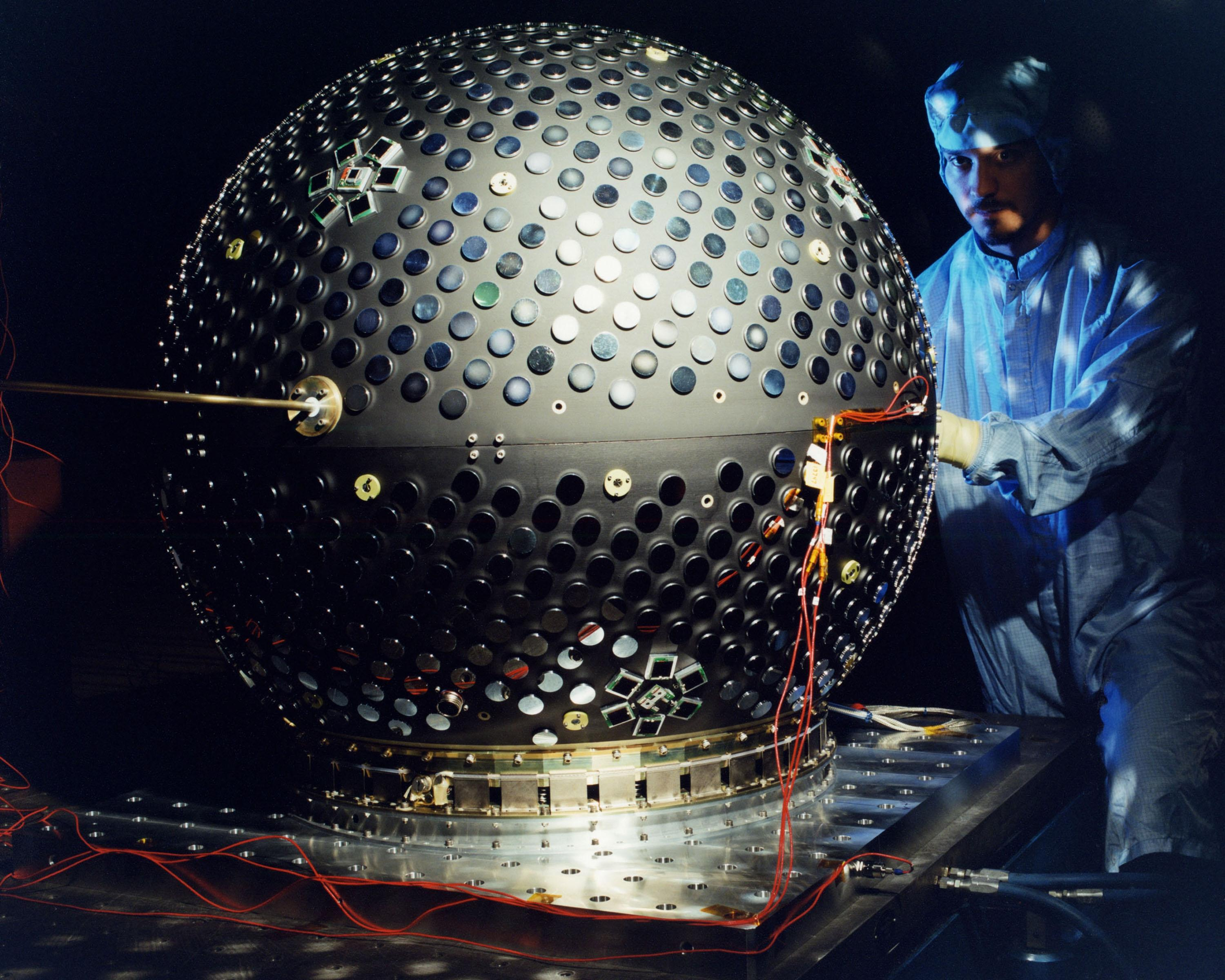
Starshine 3 в Космическом Центре им. Кеннеди

STARSHINE (Student Tracked Atmospheric Research Satellite Heuristic International Networking Experiment) — это серия из трёх искусственных студенческих спутников исследования атмосферы.

## Описание
STARSHINE — сферические спутники, на которых установлены небольшие зеркала, созданные студентами со всего мира. После запуска сеть из более чем 20 000 студентов из восемнадцати стран отслеживала спутники, наблюдая, как солнечный свет отражается от зеркал. Наблюдения связывались и объединялись через Интернет. Студенты использовали эти наблюдения для расчёта сопротивления воздуха, солнечной активности и других факторов, связанных с движением спутника по орбите. Студентам в этом исследовании активно помогала Научно-исследовательская лаборатория ВМС США (NRL)

#### STARSHINE-1
STARSHINE-1 — пассивный сферический спутник, состоящий из полой алюминиевой сферы диаметром 48 сантиметров (19 дюймов), покрытой 878 полированными алюминиевыми зеркалами, каждое из которых имело диаметр 2,5 сантиметра. Вес полой сферы составлял 39 килограммов (86,6 фунта). Плоскость его орбиты при развёртывании была наклонена к экватору Земли на 51,6 градус

#### STARSHINE-2
STARSHINE-2 имел больший диаметр — около метра и весил 91 килограмм. На нём было установлено 1500 зеркал, а также ряд лазерных рефлекторов для ознакомления студентов со спутниковой лазерной локацией, и радиолюбительский телеметрический передатчик, который был обозначен как STARSHINE-OSCAR-43 или SO-43

#### STARSHINE-3
STARSHINE-3 имел схожие характеристики с STARSHINE-1, но вдобавок имел систему изменения скорости вращения спутника за счёт впрыска холодного сжатого газа. Эта система вращала спутник со скоростью 5 градусов в секунду Также аппарат был выведен на более наклонённую орбиту в 67,048, что увеличивало территорию, с которой возможно было спутник наблюдать.

## Запуски
Период запуска определяется пиком солнечной активности.
STARSHINE-1 был запущен 5 июня 1999 года с шаттла Дискавери STS-96. 18 февраля 2000 года вошёл в атмосферу и сгорел.
STARSHINE-3 запущен 29 сентября 2001 года ракета-носителем Афина-I. 21 января 2003 года вошёл в атмосферу и сгорел.
STARSHINE-2 запущен 16 декабря 2001 года с шаттла Индевор STS-108. 26 апреля 2002 года вошёл в атмосферу и сгорел. Тот факт, что его орбитальное время жизни было намного короче, чем у STARSHINE-1, был вызвано его немного меньшей высотой развёртывания в сочетании с необычно высокой солнечной активностью.
STARSHINE-4/5 не запускался, но их старт возможен в следующем периоде максимума солнечной активности, но обновлений информации нет с 2002 года.